# Arthur Chaskalson
Arthur Chaskalson, né le 24 novembre 1931 à Johannesbourg en Afrique du Sud et mort le 1er décembre 2012 à Johannesbourg, est un avocat sud-africain, président (puis chief justice) de la Cour constitutionnelle d'Afrique du Sud de 1994 à 2001. 
Chaskalson fut aussi membre de l'équipe de défense lors du procès de Rivonia en 1963.

## Biographie

### Enfance, formation et carrière
Né à Johannesbourg, Chaskalson a fait ses études au collège Hilton, il est diplômé de l'Université du Witwatersrand avec un BCom (1952) et un LLB Cum Laude (1954).
En 1963, Chaskalson, avec Bram Fischer, Joel Joffe, Harry Schwarz, George Bizos, Vernon Berrangé et Harold Hanson, faisait partie de l'équipe de défense de l'ancien président Nelson Mandela lors du procès de Rivonia, qui a vu Mandela condamné à la réclusion à perpétuité.
Chaskalson a quitté un cabinet d'avocats très prospère pour devenir un avocat des droits de l'homme, contribuant à la création du Legal Resources Centre, une organisation à but non lucratif modelée sur le NAACP Legal Defense and Educational Fund aux États-Unis, qui cherche à utiliser la loi pour faire appliquer la justice et les droits de l'homme en Afrique du Sud. Il a été le directeur de ce centre de novembre 1978 à septembre 1993,,,. 
En 1975 et 1983, il a été l'avocat principal dans les affaires Veli Komani et Mehlolo Tom Rikhotso, qui ont contesté avec succès la légalité de la législation de l'apartheid visant à établir un contrôle de l'afflux, paralysant ainsi la capacité du gouvernement à appliquer les lois sur le contrôle de l'afflux (déplacements intérieurs des populations de couleurs entre les zones noires et les zones blanches).
En 1989, il a été consulté pour la rédaction de la Constitution de la Namibie.
En mai 1993, Chaskalson devient membre du comité technique sur les questions constitutionnelles, nommé par le forum de négociation multipartite, agissant en tant que conseiller clé pour l'adoption de la Constitution provisoire de l'Afrique du Sud en 1993, et a été considéré comme l'un des principaux promoteurs de l'évolution du système judiciaire en Afrique du Sud après qu'il soit devenu en 1994 le premier président de la nouvelle Cour constitutionnelle d'Afrique du Sud (puis son Chef Justice à la suite d'une loi d'amendement de la Constitution en 2001 qui a changé son titre). Chaskalson a acquis la réputation d'être l'un des juristes sud-africains les plus éminents en matière constitutionnelles et questions liées aux droits de l'homme. La première décision majeure de la Cour sous la direction de Chaskalson a été l'abolition de la peine de mort le 6 juin 1995. 
Chaskalson s'est également illustré sur la scène internationale devenant, en 1995, commissaire de la Commission internationale des juristes avant d'être sélectionné, en 1999, comme l'un des quatre membres sud-africains de la Cour permanente d'arbitrage des Nations unies. Il est ensuite devenu président de la Commission internationale de juristes de 2002 à 2008.
Le 31 mai 2005, Chaskalson a pris sa retraite en tant que juge en chief justice et a été remplacé par son ancien adjoint Pius Langa. Dans son discours sur l'état de la nation de 2005, peu avant le départ à la retraite de Chaskalson, le président sud-africain Thabo Mbeki a fait l'éloge du président de la Cour suprême, le qualifiant de "grand fils de notre peuple" et de "géant parmi les architectes de notre démocratie".

## Vie privée
Marié, père de deux fils et grand-père de cinq petits-enfants Chaskalson est juif et associé aux synagogues progressistes de Johannesburg.
Il est décédé à Johannesburg le 1er décembre 2012 des suites d'une leucémie et a été enterré au cimetière de Westpark.

## Prix
En 2002, il a été décoré de l'Ordre du Baobab (Or) pour "services exceptionnels dans le domaine du droit, de la jurisprudence constitutionnelle et des droits de l'homme".